# 균등 수렴 위상
해석학에서 균등 수렴 위상(均等收斂位相, 영어: topology of uniform convergence)은 일반위상수학적인 극한이 균등 수렴과 일치하게 하는, 함수 공간 위의 위상이다. 이 경우, 공역에 위상 벡터 공간 또는 (보다 일반적으로) 균등 공간 구조가 필요하다. 만약 공역에 거리 공간이나 노름 공간과 같은 구조가 주어지면, 이 위상 및 균등 공간 구조와 호환되는 균등 거리 함수(영어: uniform metric) 및 균등 노름(영어: uniform norm)을 정의할 수 있다.

## 정의
다음과 같은 데이터가 주어졌다고 하자.
- 집합 {\displaystyle X}
- 균등 공간 {\displaystyle (Y,{\mathcal {E}}_{Y})}

그렇다면, 함수 집합 {\displaystyle Y^{X}} 위에 다음과 같은 기본계를 통해 균등 공간 구조를 부여할 수 있다.
{\displaystyle {\mathcal {B}}=\left\{\{(f,g)\in {\mathcal {F}}^{2}\colon f(x)\approx _{\epsilon }g(x)\qquad \forall x\in X\}\colon \epsilon \in {\mathcal {E}}_{Y}\right\}}
이를 {\displaystyle Y^{X}} 위의 균등 수렴 균등 구조라고 하며, 이로부터 유도되는 위상을 균등 수렴 위상이라고 한다.:TG X.2, Définition X.1.1
보다 일반적으로, 다음과 같은 데이터가 주어졌다고 하자.
- 집합 {\displaystyle X}
- {\displaystyle X}의 덮개 {\displaystyle {\mathcal {U}}\subseteq {\mathcal {P}}(X)}
- 균등 공간 {\displaystyle (Y,{\mathcal {E}}_{Y})}

그렇다면, 함수 집합 {\displaystyle Y^{X}} 위에 다음 조건을 만족시키는 가장 엉성한 균등 공간 구조를 부여할 수 있다.
- 임의의 {\displaystyle U\in {\mathcal {U}}}에 대하여, 제약 사상 {\displaystyle (-)|_{U}\colon Y^{X}\to Y^{U}}는 ({\displaystyle Y^{U}}에 균등 수렴 균등 구조를 부여할 때) 균등 연속 함수이다.

이를 {\displaystyle Y^{X}} 위의 {\displaystyle {\mathcal {U}}}-균등 수렴 균등 구조라고 하며, 이로부터 유도되는 위상을 {\displaystyle {\mathcal {U}}}-균등 수렴 위상이라고 한다.:TG X.2, Définition X.1.2
만약 {\displaystyle {\mathcal {U}}}가 한원소 덮개라면 {\displaystyle {\mathcal {U}}}-균등 수렴 균등 구조는 균등 수렴 균등 구조와 같다. 만약 {\displaystyle {\mathcal {U}}}가 {\displaystyle X}의 유한 부분 집합들로 구성된 덮개라면, {\displaystyle {\mathcal {U}}}-균등 수렴 균등 구조는 곱 균등 구조이다. 만약 {\displaystyle X}가 위상 공간이며, {\displaystyle {\mathcal {U}}}가 콤팩트 집합들로 구성된 덮개라면, {\displaystyle {\mathcal {U}}}-균등 수렴 균등 구조는 모든 콤팩트 집합 위에서 균등 수렴을 수렴 조건으로 하는 균등 구조이다.

### 균등 거리 함수
확장 거리 함수(영어: extended metric)는 거리 함수와 유사하지만, 무한대의 값을 가질 수 있는 함수 {\displaystyle X\times X\to [0,\infty ]}이다. 확장 거리 함수 {\displaystyle d}에 대하여 {\displaystyle d'(x,y)=\min\{1,d(x,y)\}}는 거리 함수를 이루며, {\displaystyle d}와 {\displaystyle d'}은 같은 위상을 정의한다.
다음과 같은 데이터가 주어졌다고 하자.
- 집합 {\displaystyle X}
- 거리 공간 {\displaystyle (Y,d_{Y})}

그렇다면, {\displaystyle Y^{X}} 위에 다음과 같은 확장 거리 함수를 부여할 수 있다.
{\displaystyle d(f,g)=\sup _{x\in X}d_{Y}(f(x),g(x))\in [0,\infty ]}
이를 {\displaystyle Y^{X}} 위의 균등 수렴 확장 거리 함수(영어: extended metric of uniform convergence) 또는 단순히 균등 거리 함수(영어: uniform metric)이라고 한다. 균등 수렴 확장 거리 함수가 유도하는 균등 구조는 균등 수렴 균등 구조와 일치한다.

### 균등 노름
벡터 공간 {\displaystyle V} 위의 확장 노름(영어: extended norm)은 노름과 유사하지만, 무한대의 값을 가질 수 있는 함수 {\displaystyle V\to [0,\infty ]}이다. (이때 {\displaystyle 0\infty =0}으로 놓는다.)
다음과 같은 데이터가 주어졌다고 하자.
- 집합 {\displaystyle X}
- 노름 공간 {\displaystyle (Y,\nu _{Y})}

그렇다면, 함수 집합 {\displaystyle Y^{X}} 위에 다음과 같은 확장 노름을 부여할 수 있다.
{\displaystyle \nu (f)=\sup _{x\in X}\nu _{Y}(f(x))\in [0,\infty ]}
만약 이를 유계 함수의 집합
{\displaystyle \left\{f\in Y^{X}\colon \sup _{x\in X}\nu _{Y}(f(x))<\infty \right\}}
으로 국한한다면, 이는 참된 노름을 정의한다. 이를 균등 노름(영어: uniform norm) 또는 상한 노름(영어: supremum norm)이라고 한다. 균등 노름이 유도하는 거리 함수는 (확장 노름에 대응하는 확장 거리 함수에 대한) 균등 수렴 확장 거리 함수와 일치한다.

## 성질
만약 {\displaystyle (Y,{\mathcal {E}}_{Y})}가 완비 균등 공간이라면, {\displaystyle Y^{X}} 위의 균등 수렴 균등 구조 역시 완비 균등 공간이다.

## 참고 문헌
1. 1 2  Bourbaki, Nicolas (1974). 《Topologie générale. Chapitres 5 à 10》. Éléments de mathématique (프랑스어). Hermann. doi:10.1007/978-3-540-34486-5.